# Cantone di Montredon-Labessonnié
Il Cantone di Montredon-Labessonnié era una divisione amministrativa dell'arrondissement di Castres.
È stato soppresso a seguito della riforma complessiva dei cantoni del 2014, che è entrata in vigore con le elezioni dipartimentali del 2015.
Comprendeva i comuni di:
- Arifat
- Montredon-Labessonnié
- Mont-Roc
- Rayssac